# Lina Drechsler Adamson
Lina Drechsler Adamson (Emily Caroline Adamson; * 1876 in Toronto; † 28. Februar 1960 in Toronto) war eine kanadische Geigerin und Musikpädagogin.

## Leben
Die Tochter von Bertha Drechsler Adamson studierte von 1896 bis 1898 und von 1899 bis 1900 am Königlichen Konservatorium der Musik zu Leipzig. 1898 nahm sie an Prüfungen mit einem Streichquartett teil, dem u. a. die dänische Cellistin Agga Fritsche angehörte. 1904–05 studierte sie gleich ihrer Mutter bei Hans Sitt, später vervollkommnete sie ihre Ausbildung in der Schweiz bei André de Ribaupierre.
Nach ihrer Rückkehr nach Kanada spielte sie in dem von ihrer Mutter geleiteten Toronto Conservatory String Quartet und debütierte 1905 als Konzertsolistin in der Massey Hall mit dem Conservatory String Orchestra ebenfalls unter Leitung ihrer Mutter. Mit der Pianistin Eugénie Quéhen und der Cellistin Lois Winslow gründete sie um 1908 das Toronto Ladies Trio. Als Violinlehrerin wirkte sie am Peterborough Conservatory und am Toronto Conservatory of Music.